# Troféu Telê Santana
O Troféu Telê Santana é uma premiação que procura homenagear os melhores jogadores de futebol, treinadores e diversos esportistas de Minas Gerais.
Criado em 2002 pela TV Alterosa (afiliada do SBT em Minas Gerais), o troféu é entregue aos melhores atletas eleitos pelos telespectadores do programa Alterosa Esporte, jornalistas da crônica esportiva mineira e por alguns ex-jogadores consagrados no estado, o chamado "Conselho de Notáveis". A premiação sempre ocorre no mês de fevereiro.

## Edições

### 2010
Seleção do Campeonato: Fábio (CRU), Marcos Rocha (AME), Réver (CAM), Cláudio Caçapa (CRU) e Diego Renan (CRU); Fabrício (CRU), Henrique (CRU), Montillo (CRU) e Renan Oliveira (CAM); Thiago Ribeiro (CRU) e Obina (CAM).
Craque do Ano: Fábio (CRU)
Técnico: Dorival Júnior (CAM)
Revelação: Renan Ribeiro (CAM)
Destaque do Interior: Ituiutaba Esporte Clube, vice-campeão do Campeonato Brasileiro de Futebol de 2010 - Série C
Destaque Nacional: América Futebol Clube, que retornou ao Campeonato Brasileiro de Futebol - Série A
Destaque Especial: Gabrieli Caroline Passos dos Reis, 13 anos (atleta do Projeto Curumim, medalha de prata no Brasileiro de Judô)
Homenagem especial: Sada Cruzeiro (campeão mineiro de vôlei masculino de 2010), Franck Caldeira (vencedor da I Meia Maratona de Belo Horizonte de 2010) e Luzia de Souza (vencedora da I Meia Maratona de Belo Horizonte de 2010)

### 2009
Seleção do campeonato: Fábio (CRU), Jonathan (CRU), Leonardo Silva (CRU), Werley (CAM) e Diego Renan (CRU); Fabrício (CRU), Marquinhos Paraná (CRU), Ramires (CRU) e Gilberto (CRU); Kléber (CRU) e Diego Tardelli (CAM)
Craque do Ano: Diego Tardelli (CAM)
Técnico: Adilson Batista (CRU)
Revelação: Diego Renan (CRU)
Destaque do Interior: Uberaba Sport Club, campeão da Taça Minas Gerais 2009
Destaque Nacional: América Futebol Clube, campeão do Campeonato Brasileiro de Futebol de 2009 - Série C
Destaque Especial: Luciano Corrêa (Judô - Campeão Brasileiro Intercules/Medalha De Ouro Na V Copa MTC/1º ranking Circuito Mundial da Fed. Mundial/vaga na seleção brasileira - projeto Londres 2012/medalha de ouro Copa do Mundo, etapa BH/pratas no Grand Slam do RJ e de Moscou)
Homenagem Especial: Montes Claros (campeão Mineiro de Vôlei masculino 2009)
Troféu Fair Play: Rafael Miranda

### 2008
Seleção do Campeonato: Fábio (CRU), Jonathan (CRU), Leandro Almeida (CAM), Thiago Heleno (CRU) e Jadílson (CRU); Fabrício (CRU), Marquinhos Paraná (CRU), Ramires (CRU) e Wagner (CRU); Guilherme (CRU) e Renan Oliveira (CAM).
Craque do Ano: Fábio (CRU)
Técnico: Adílson Batista (CRU)
Revelação: Renan Oliveira (CAM)
Destaque do Interior: Tupi Football Club, campeão da Taça Minas Gerais e 3º colocado no Campeonato Mineiro de Futebol
Destaque Internacional: as jogadoras de voleibol Sassá, Sheilla, Fabiana e Walewska, medalha de ouro nos Jogos Olímpicos de Pequim
Destaque Nacional: o treinador Muricy Ramalho, tricampeão brasileiro de futebol com o São Paulo
Destaque Especial: a judoca Ketleyn Quadros, medalha de bronze nos Jogos Olímpicos de Pequim
Troféu Fair Play: Léo Fortunato, zagueiro do Cruzeiro Esporte Clube

### 2007
Seleção do Campeonato: Diego (CAM), Coelho (CAM), Marcos (CAM), Leandro Almeida (CAM) e Fernandinho (CRU); Rafael Miranda (CAM), Ramires (CRU), Danilinho (CAM) e Wagner (CRU); Éder Luís (CAM) e Alessandro (IPA).
Craque do Ano: Alessandro (IPA)
Técnico: Émerson Ávila (IPA)
Revelação: Guilherme (CRU)
Destaque do Interior: Ipatinga Futebol Clube, vice-campeão da Série B do Campeonato Brasileiro
Destaque Internacional: Thiago Pereira, nadador do Minas Tênis Clube, medalha de ouro nos Jogos Panamericanos
Destaque Nacional: equipe de juniores do Cruzeiro Esporte Clube, pelos títulos da Copa São Paulo de Futebol Júnior e do Campeonato Brasileiro Sub-20; Minas Tênis Clube, pelos títulos da Liga das Américas de Basquete (Fase de Grupos) e da Superliga de Voleibol Masculina
Destaque Especial: o corredor Franck Caldeira
Troféu Fair Play: os goleiros Fábio (CRU) e Juninho (CAM)

### 2006
Seleção do Campeonato: Fábio (CRU), Luizinho (IPA), Edu Dracena (CRU), Lima (CAM) e Thiago Feltri (CAM); Márcio Araújo (CAM), Rafael Miranda (CAM), Wagner (CRU) e Marcinho (CAM); Roni (CAM) e Marinho (CAM)
Craque do Ano: Fábio (CRU)
Técnico: Levir Culpi (CAM)
Revelação: Éder Luís (CAM)
Destaque do Interior: Ipatinga Futebol Clube, terceiro colocado da Série C do Campeonato Brasileiro
Destaque Internacional: Giba, jogador de vôlei do Minas Tênis Clube
Destaque Especial: Fabiana, jogadora de vôlei do Minas Tênis Clube
Homenagem Especial: o piloto Cristiano da Matta, que sofreu um grave acidente

### 2005
Seleção do campeonato: Bruno (CAM), Zé Antônio (CAM), Cáceres (CAM), William (IPA) e Wagner (CRU); Fábio Santos (CRU), Paulinho (CAM), Kelly (CRU) e Leo Medeiros (IPA); Fred (CRU) e Marques (CAM).
Craque do ano: Marques (CAM)
Técnico: Ney Franco (IPA)
Revelação: Kerlon (CRU)
Destaque do interior: Ipatinga Futebol Clube, pelo título do Campeonato Mineiro
Destaque internacional: o técnico de futebol Carlos Alberto Parreira
Destaque Especial: o atleta paraolímpico Carlos José Bartô
Homenagem Especial: Seleção Brasileira de Futebol
Troféu Fair Play: o ex-jogador Danival de Oliveira (CAM)

### 2004
Seleção do Campeonato: Danrlei (CAM), Maicon (CRU), André Luiz (CAM), Cris (CRU) e Leandro (CRU); Zé Antônio (CAM), Maldonado (CRU), Wagner (AME) e Renato (CAM); Alex Mineiro (CAM) e Alex (CRU).
Craque do Ano: Fred (CRU)
Técnico: Procópio Cardoso (CAM)
Revelação: Renato (CAM)
Destaque do Interior: Villa Nova Atlético Clube
Destaque Especial: a atleta paraolímpica Ádria Santos
Troféu Fair Play: o ex-jogador Toninho Almeida

### 2003
Seleção do Campeonato: Velloso (CAM), Maurinho (CRU), Thiago Gosling (CRU), Cris (CRU) e Leandro (CRU); Augusto Recife (CRU), Maldonado (CRU), Alex (CRU) e Paulinho (CAM); Aristizábal (CRU) e Mota (CRU).
Craque do Ano: Alex (CRU)
Técnico: Vanderlei Luxemburgo (CRU)
Revelação: Wendell (CRU)
Destaque do Interior: Esporte Clube Democrata
Troféu Fair Play: Hélcio (CAM)

### 2002
Seleção do Campeonato: Gomes (CRU), Mancini (CAM), Luisão (CRU), Cris (CRU) e Leandro (CRU); Hélcio (CAM), Paulo Miranda (CRU), Alex (CRU) e Paulinho (CAM); Alessandro (CRU) e Fábio Júnior (CRU).
Craque do Ano: Fábio Júnior (CRU)
Técnico: Marco Aurélio Moreira (CRU)
Revelação: Paulinho (CAM)

### 2001
Seleção do Campeonato: André (CRU), Cicinho (CAM), Álvaro (CAM), Cris (CRU) e Sorín (CRU); Gilberto Silva (CAM), Ricardinho (CRU), Jorge Wagner (CRU) e Ramon (CAM); Jussiê (CRU) e Marques (CAM).
Craque do Ano: Marques (CAM)
Técnico: Levir Culpi (CAM)

## Estatísticas

### Prêmios por pessoa

#### Seleção do Campeonato
| Prêmios | Jogador        |
| 5       | Wagner         |
| 4       |                |
| Cris    |                |
| 3       | Alex           |
| 3       | Leandro        |
| 2       | Maldonado      |
| 2       | Marques        |
| 2       | Rafael Miranda |
| 2       | Paulinho       |

#### Craque do Ano
| Prêmios | Jogador        |
| 3       | Fábio          |
| 2       | Marques        |
| 1       | Alessandro     |
| 1       | Alex           |
| 1       | Diego Tardelli |
| 1       | Fábio Júnior   |
| 1       | Fred           |

#### Técnico do ano
| Prêmios | Jogador               |
| 2       | Levir Culpi           |
| 2       | Adílson Batista       |
| 1       | Marco Aurélio Moreira |
| 1       | Vanderlei Luxemburgo  |
| 1       | Procópio Cardoso      |
| 1       | Ney Franco            |
| 1       | Émerson Ávila         |
| 1       | Dorival Júnior        |

### Prêmios por clube

#### Seleção do Campeonato
| Prêmios | Jogador  |
| 47      | Cruzeiro |
| 36      | Atlético |
| 4       | Ipatinga |
| 1       | América  |

#### Craque do Ano
| Prêmios | Jogador  |
| 5       | Cruzeiro |
| 2       | Atlético |
| 1       | Ipatinga |

#### Técnico do Ano
| Prêmios | Jogador  |
| 3       | Cruzeiro |
| 3       | Atlético |
| 2       | Ipatinga |